# MINURSO
MINURSO è la missione di pace delle Nazioni Unite nel Sahara Occidentale.
Il nome è un acronimo dal nome francese della missione: "Mission des Nations Unies pour l'Organisation d'un Référendum au Sahara Occidental" - Missione delle Nazioni Unite per il referendum nel Sahara Occidentale.

## La missione

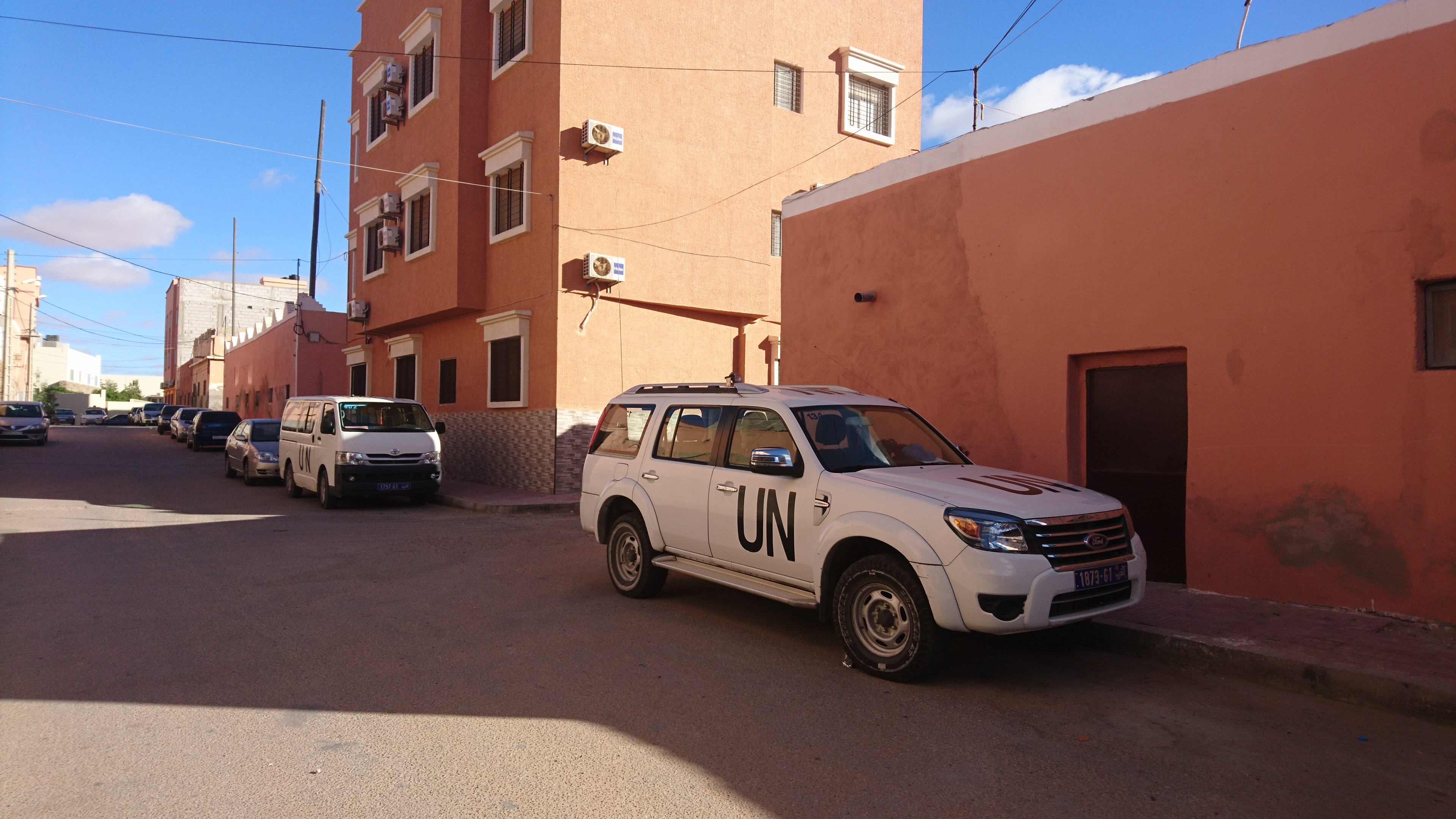

La missione MINURSO incominciò nel 1991, come parte del programma di soluzione del conflitto, iniziatosi con il cessate il fuoco nel conflitto fra il Marocco e il Fronte Polisario (e l'organo di autogoverno politico Repubblica Democratica Araba dei Sahrawi), sul territorio contestato del Sahara Occidentale (già Sahara spagnolo).
Il punto di arrivo della missione è proclamare i risultati del referendum di autoderminazione in cui i saharawi del Sahara Occidentale sceglieranno fra l'integrazione col Marocco e l'indipendenza.

## Il mandato della missione MINURSO
Il mandato ha obiettivi chiari ed elencati e si svolge quasi totalmente con osservatori:
- monitorare il cessate il fuoco,
- verificare la riduzione delle truppe marocchine nel territorio,
- monitorare il rispetto delle zone assegnate per le truppe marocchine e del POLISARIO,
- guidare i contatti fra le parti per assicurare il rilascio di tutti i prigionieri politici detenuti del Sahara Occidentale,
- sovrintendere allo scambio dei prigionieri di guerra (attraverso il Comitato Internazionale della Croce Rossa),
- organizzare il programma di rimpatrio (attraverso l'ACNUR),
- identificare e registrare i votanti,
- organizzare e assicurare un referendum libero ed equo e proclamare i risultati.

### L'evolversi della missione
La prima data fissata per il referendum fu per l'anno successivo alla fine delle ostilità, il 1992. Il referendum fu rinviato più volte con accuse reciproche di colpa fra gli avversari. Nel 1997, l'Accordo di Houston fece ripartire da zero il percorso ma fallì la soluzione definitiva. Nel 2000 e 2003 fu lanciato il Piano Baker I e II. Il primo fu rifiutato sia dal Marocco sia dal Polisario, il secondo, che manteneva anch'esso al centro il referendum, e ipotizzava un percorso più complesso, fu accettato dal Polisario e dal Consiglio di Sicurezza delle Nazioni Unite ma rifiutato dal Marocco. Attualmente il percorso è interrotto e non prevede date di indizione del referendum.
MINURSO mantiene in ordine la lista elettorale, arrivando a una versione definitiva nel 1999, che contiene i residenti Saharawi presenti sul territorio all'ultimo censimento spagnolo e ai discendenti, il Marocco contesta da una parte il corpo elettorale chiedendo di modificarlo nei residenti attuali compresi i marocchini, e anche con 75.000 ricorsi.
Dall'altra procede con una annessione de facto del territorio, anche con modifiche della struttura delle province. Una è a cavallo fra il Sahara Occidentale e il Marocco meridionale.
Durante una visita a El Aayun il re del Marocco Mohammed VI di fine marzo 2006 ha dichiarato che il suo paese non rinuncerà mai alla sovranità delle province del sud, al massimo concederà una larga autonomia, ha esercitato il suo diritto di grazia (perdono) e il Polisario ha denunciato la visita come violazione dell'accordo di tregua ipotizzando un possibile ritorno alle armi. Tutto questo mentre analisti ipotizzano una tentazione da parte delle Nazioni Unite di abbandonare la missione MINURSO per l'irrisolvibilità del conflitto.
Oltre a quanto previsto dal mandato la missione gestisce anche obiettivi minimi, uno di questo è quello di offrire la possibilità di contatto fra amici e parenti separati da oltre trenta anni fra chi ha scelto l'esilio a Tindouf e chi è rimasto nel Sahara Occidentale. Una comunicazione ufficiale dell'ACNUR del 3 novembre 2006 ha fornito i dati del servizio partito nel marzo 2004. Oltre alle telefonate dirette, 56.000 rifugiati a Tindouf hanno avuto contatti col Sahara Occidentale, altre 2.632 persone hanno visitato i parenti con voli diretti gestiti da MINURSO. Una parte fra i residenti del Sahara Occidentale che hanno visitato i campi per profughi di Tindouf e gli altri che reciprocamente sono tornati temporaneamente dai parenti nel Sahara occidentale.

## I prolungamenti della missione
La missione è stata prolungata più volte dal Consiglio di Sicurezza delle Nazioni Unite.
Una seconda mozione relativa agli abusi sui Diritti Umani marocchini nel Sahara occidentale è stata votata 14 a 1 con il voto contrario e pertanto il veto da parte della Francia. Una stima dei costi delle Nazioni Unite a fine 2006 per la missione MINURSO è intorno a un miliardo e mezzo di dollari.

## Le basi della missione MINURSO nel Sahara Occidentale
Le basi sono divise in due gruppi, un gruppo nel territorio controllato dal Marocco nella parte interna del Muro Marocchino e il secondo nella parte controllatata dal Polisario. Nella parte sotto controllo marocchino i campi sono a Mahbas, Smara, Umm Dreiga, Auserd, e Dakhla. Nella parte orientale i campi base sono a Bir Lehlu, Tifariti, Mehaires, Mijek e Aguanit. La sede della missione è a El Ayun e un ufficio di collegamento con il Fronte Polisario e la RASD è a Tindouf in Algeria presso i Campi per rifugiati Saharawi.

## La composizione della missione
Al 31 ottobre 2007 la missione aveva 242 persone in uniforme (osservatori, poliziotti e militari) di 27 nazioni di cui 5 italiani, 95 civili internazionali e 145 civili locali. La composizione della missione non ha mai avuto significative variazioni nelle forze militari impiegate.
Al 30 dicembre 2013, la missione comprendeva 226 unità di cui:
- 27 militari
- 4 poliziotti
- 195 osservatori militari (di cui 5 italiani[9])
- 95 unità di personale civile
- 167 unità civili locali
- 14 volontari delle Nazioni Unite

Il personale militare proviene da Argentina, Austria, Bangladesh, Brasile, Cina, Croazia, Egitto, El Salvador, Francia, Germania, Ghana, Guinea, Honduras, Ungheria, Irlanda, Italia, Malawi, Malaysia, Mongolia, Nepal, Nigeria, Pakistan, Paraguay, Perù, Polonia, Repubblica di Corea, Federazione Russa, Sri Lanka, Togo, Uruguay e Yemen.
Il personale di polizia proviene da Ciad, Egitto, Giordania e Yemen.
Il Capo della missione e rappresentante speciale del segretario generale è la canadese Kim Bolduc, mentre il comandante delle forze armate è il maggiore generale del Bangladesh Fakhrul Ahsan.
La missione al febbraio 2014 ha avuto 15 vittime, cinque del personale militare, una del corpo di polizia, un osservatore, tre civili stranieri e cinque civili locali.